# دین برای خداناباوران
دین برای خداناباوران (در انگلیسی: Religion for Atheists) نام کتابی است نوشتهٔ الن دو باتن
نویسنده در این کتاب مشکلاتی که جوامع مختلف درگیر آن هستند را تشریح کرده، و پس از اینکه بیان می‌کند ادیان چگونه سعی در حل این مشکلات کرده‌اند، راه‌حل‌های «سکولار» (غیردینی) جایگزین برای حل این مشکلات ارائه می‌دهد.

## انتشار در ایران
کامبیز توانا این کتاب را در سال ۱۳۹۴ به فارسی ترجمه کرده‌است.